# Chiesa dei Santi Pietro e Paolo (Argentera)
La chiesa dei Santi Pietro e Paolo è la parrocchiale di Argentera, in provincia di Cuneo e diocesi di Cuneo-Fossano; fa parte della zona pastorale della Valle Stura.

## Storia
La prima citazione dell'originaria chiesa di San Pietro risale a un atto recante la data del 31 gennaio 1540, allorché l'amministratore apostolico di Torino Innocenzo Cybo vi concesse alcune prerogative spettanti alle parrocchiali; tuttavia, l'autonomia totale dalla matrice di San Lorenzo di Bersezio non giunse molto tempo dopo, essendo stata decretata il 13 marzo 1545, e l'anno successivo fu celebrata la consacrazione del luogo di culto.
L'edificio fu rovinato durante l'incendio del 1662, dal quale solo il crocifisso scampò; nuove lesioni furono provocate da una valanga nel 1681 e anche questa volta il crocifisso rimase illeso.
Nel 1732 un'illusione danneggiò seriamente la chiesa, alla quale venne inferto il colpo di grazia in occasione delle devastazioni perpetrate nel 1744 dalle truppe francospagnole che invasero il ducato di Savoia durante la guerra di successione austriaca; negli anni successivi venne costruita la nuova parrocchiale, poi consacrata nel 1770.
Il 1805 vide il passaggio della chiesa dall'arcidiocesi di Torino alla diocesi di Mondovì, per poi essere aggregata nel 1817 alla diocesi di Cuneo.
Tra il 2008 e il 2009 l'edificio fu interessato da importante intervento di restauro e di risanamento, in occasione del quale si procedette al rifacimento degli intonaci deteriorati e all'adeguamento liturgico secondo le usanze postconciliari mediante la modifica dell'altare già esistente.

## Descrizione

### Facciata
La facciata a capanna della chiesa, rivolta a sudovest, presenta centralmente il portale d'ingresso e una finestra ed è abbellita da elementi architettonici, tra cui lesene e cornici, dipinti con tecnica a trompe-l'œil.
Annesso alla parrocchiale è il campanile a base quadrata, la cui cella presenta su ogni lato una stretta monofora a tutto sesto ed è coperta dal tetto a quattro falde.

### Interno
L'interno dell'edificio si compone di un'unica navata, sulla quale si affacciano le cappelle laterali, introdotte da archi a tutto sesto e le cui pareti sono scandite da lesene sorreggenti la trabeazione modanata e aggettante sopra la quale si impostano le volte a crociera; al termine dell'aula si sviluppa il presbiterio, rialzato di tre gradini, delimitato da balaustre e chiuso dalla parete di fondo piatta.
Qui sono conservate diverse opere di pregio, tra le quali il Crocifisso, risalente al XVI secolo, e la tela avente come soggetto San Giovanni Bosco con Francesco Besucco, eseguita dal pittore Lavalle.